# خانواده در روم باستان

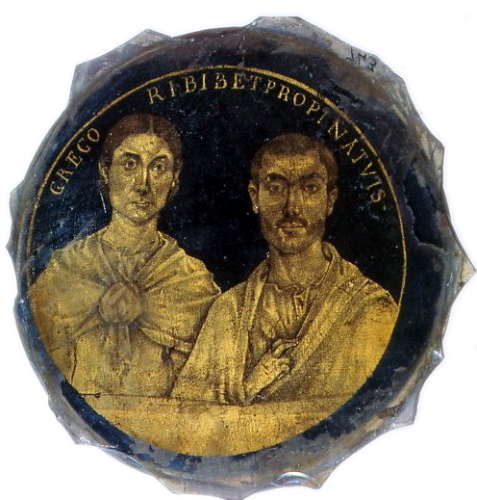
پرتره شیشه ای طلایی زن و شوهر رومی

خانواده در روم باستان (انگلیسی: Family in ancient Rome) خانواده روم باستان یک ساختار اجتماعی پیچیده بود که عمدتاً مبتنی بر خانواده هسته‌ای بود، اما می‌توانست ترکیب‌های مختلفی از اعضای دیگر مانند اعضای خانواده گسترده، بردگان خانگی و بردگان آزاد شده را نیز شامل شود. رومیان باستان نام‌های مختلفی برای توصیف مفهوم خانواده خود داشتند، از جمله "familia" برای توصیف خانواده هسته ای و "domus" که شامل همه ساکنان خانواده می‌شد.

## تک همسری
هم یونانی‌ها و هم رومی‌ها تک‌همسری را آن گونه که در مورد ازدواج اعمال می‌شد، انجام می‌دادند، به این معنا که ازدواج در هر زمان با یک زن بود. این امر آنها را از سایر تمدن‌های باستانی متمایز می‌کرد که در آنها تعدد زوجات رایج بود. در مقابل، روایت کتاب مقدس از پادشاه سلیمان او را به عنوان داشتن صدها زن و صیغه توصیف می‌کند، اگرچه تنها یکی از آنها در کتاب مقدس (نعمه) نام برده شده‌است. تک‌همسری رومی و یونانی احتمالاً به‌عنوان بخشی از ماهیت برابری‌خواهانه تمدن‌هایشان به وجود آمده‌است، که در آن همه شهروندان به‌طور مساوی از حقوق خاصی برخوردار بودند. هم در روم و هم در دولت شهرهای یونان، طلاق ممکن بود، و در برخی موارد توسط دولت درخواست می‌شد، مانند مورد روم که شوهران زناکار را ملزم می‌کرد تا زنان زناکار خود را طلاق دهند. غیر از زنا، هیچ قانونی در هیچ‌یک از تمدن‌ها در مورد روابط قبل از ازدواج یا خارج از ازدواج وجود نداشت. قانون روم ادعا می‌کرد که از حرمت حمایت می‌کند، اما مردان متأهلی که از فاحشه خانه‌ها بازدید می‌کردند، گناه زنا نداشتند. ازدواج تک همسری یکی از ویژگی‌های زندگی رومی باقی ماند زیرا فرقه‌های مسیحی در روم ظهور کردند و در سرتاسر امپراتوری و در سرزمین‌هایی که مسیحیت به دنبال از بین رفتن امپراتوری غربی روم گسترش و ادامه یافت.